# 台湾血桐
台湾血桐（学名：Macaranga sinensis，又称紅肉橙蘭）为大戟科血桐属下的一个种。其种加词“sinensis”意为“中华的”。